# Chaetophoraceae
Em taxonomia, Chaetophoraceae é uma família de algas verdes, especificamente das Chaetophorales.

## Gêneros
- Aphanochaete
- Arthrochaete
- Bolbocoleon
- Cedercreutziella
- Chaetomnion
- Chaetonema
- Chaetonemopsis
- Chaetophora
- Chamaetrichon
- Chlorofilum
- Chlorotylium
- Choreoclonium
- Cloniophora
- Coccobotrys
- Crenacantha
- Ctenocladus
- Dermatophyton
- Desmococcus
- Diaphragma
- Dicranochaete
- Didymosporangium
- Dilabifilum
- Diplosphaera
- Draparnaldia
- Draparnaldiopsis
- Elaterodiscus
- Endoclonium
- Endoderma
- Endophyton
- Epibolium
- Fritschiella
- Gongrosira
- Gongrosirella
- Hazenia
- Helicodictyon
- Herposteiron
- Internoretia
- Ireksokonia
- Iwanoffia
- Jaagiella
- Klebahniella
- Kymatotrichon
- Leptosira
- Leptosiropsis
- Nayalia
- Periplegmatium
- Pilinella
- Pleurangium
- Pleurococcus
- Pringsheimiella
- Pseudendoclonium
- Pseudochaete
- Pseudopleurococcus
- Pseudopringsheimia
- Pseudulvella
- Rhexinema
- Skvortzoviothrix
- Sporocladopsis
- Stigeoclonium
- Streptochlora
- Stromatella
- Syncoryne
- Tellamia
- Thamniochaete
- Thamniochloris
- Trichodiscus
- Trichophilus
- Trichosarcina
- Tumulofilum
- Uronema
- Zoddaea
- Zygomitus

### Dados científicos
- «Chaetophoraceae» (em inglês). ITIS (www.itis.gov)